# Beiguan, Jiaozhou
Beiguan (kinesiska: 北关街道, 北关) är ett stadsdelsdistrikt i Kina. Den ligger i staden Jiaozhou i provinsen Shandong, i den östra delen av landet, omkring 270 kilometer öster om provinshuvudstaden Jinan.
Genomsnittlig årsnederbörd är 771 millimeter. Den regnigaste månaden är juli, med i genomsnitt 247 mm nederbörd, och den torraste är januari, med 12 mm nederbörd.